# 鄒智
鄒智（1466年—1491年），字汝愚，号立斋、又号秋囦，四川重慶府合州人。明朝翰林。

## 生平
成化二十二年（1486年），鄉試中舉第一（解元）。成化二十三年（1487年）聯捷丁未科進士，改翰林院庶吉士。當時明憲宗疏政，萬安、劉吉、尹直三位內閣成員亦無所作為。鄒智上疏求變，不報。
明孝宗繼位，鄒智藉星變上書，得罪劉吉，貶為廣東石城千戶所吏目。弘治四年（1491年）病卒。熹宗天啟初年，追謚忠介。

## 家族
曾祖鄒應宗；祖父鄒洪；父鄒太常，母馮氏。重庆下。

## 著作
有《立齋遺文》。